# Syneta betulae
Syneta betulae — вид жуков из семейства листоедов, подсемейства синетин.

## Распространение
Распространён на территории Фенноскандии и Сибири, а также в Японии и Китае.

## Описание
Жук длиной 5,4—7,5 мм. Тело удлинённое, опушенное, бурого цвета. Лапки и усики рыжего цвета. Самец темнее самки, часто полностью тёмно-бурый. Переднеспинка уже надкрылий, её боковые края с 3-4 острыми зубчиками и утолщенными передними углами.

## Экология
Syneta betulae питается различных лиственных деревьев, в основном листьями берёзы. Личинки питаются корнями в почве.